# Brassica napus
Brassica napus L., 1753 comunemente nota a seconda della varietà come colza (varietà oleifere) o navone o rutabaga (varietà orticole), è una pianta angiosperma dicotiledone, dal fiore giallo brillante (o bianco a seconda della varietà), appartenente alla famiglia delle Brassicaceae.
Può essere confusa col ravizzone (Brassica rapa).
La varietà oleifera viene coltivata per l'utilizzo dei semi molto ricchi in olio, anche se le varietà spontanee contengono quantità non trascurabili di acido erucico, un composto tossico. Sono state nel tempo selezionate e commercializzate molte varietà con un contenuto di acido erucico inferiore al 2%. Le varietà orticole vengono invece coltivate per la radice (rutabaga) che può essere consumata dall'uomo come ortaggio.

## Descrizione

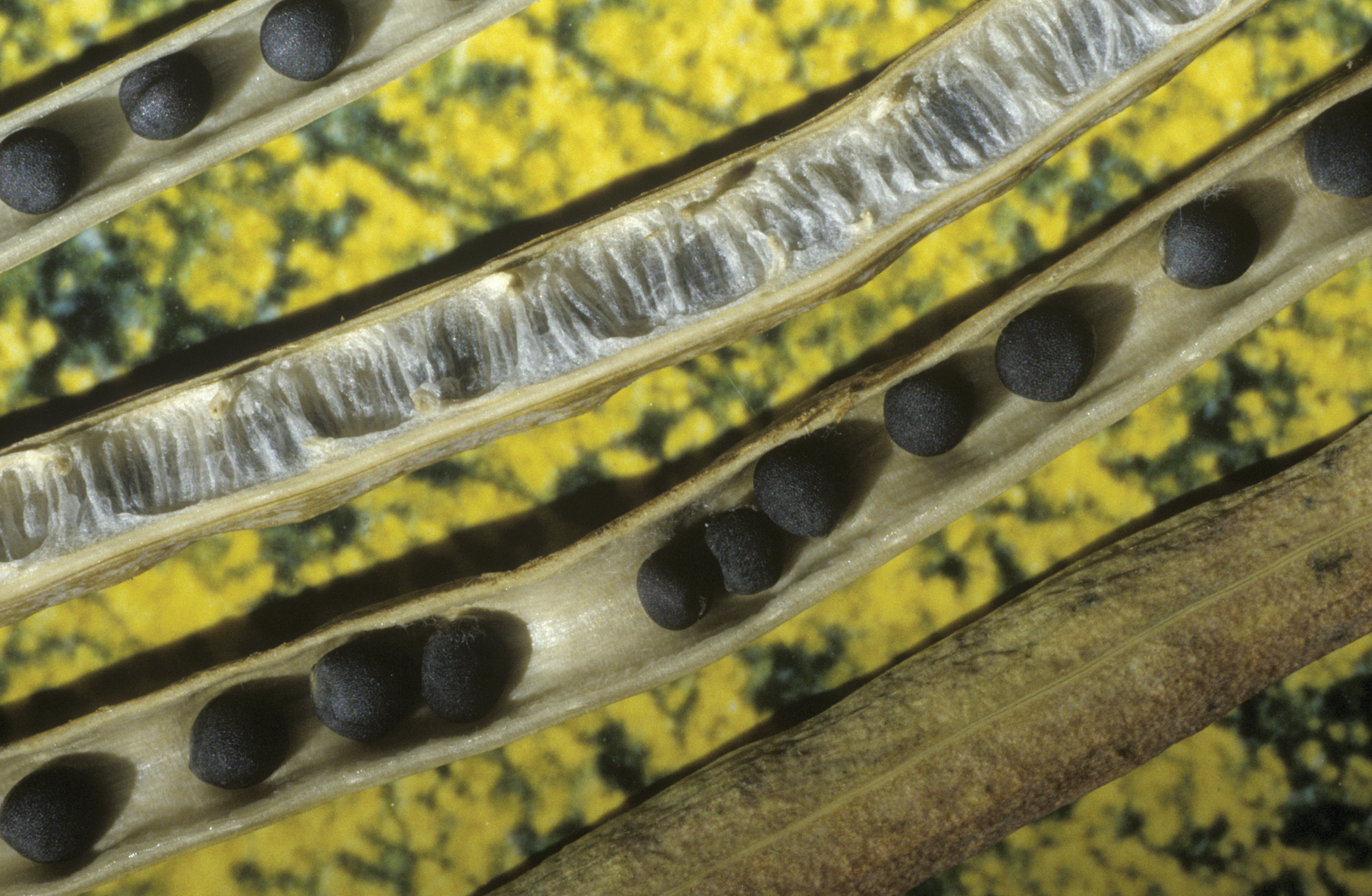
Silique e semi di B. napus

Brassica napus è una pianta erbacea annuale o biennale e raggiunge un'altezza da 30 a 150 cm. Può formare un fittone carnoso. Il fusto eretto è ramificato in alto. Le parti fuori terra della pianta presentano occasionalmente ciglia grigie molto deboli sulle venature e sui bordi delle foglie, ma di solito sono completamente nude o leggermente pelose alla base.
Le foglie basali disposte sulla parte inferiore del fusto sono divise in piccioli e lamine fogliari. Il picciolo è lungo fino a 15 cm, mentre la lamina fogliare è lunga da 5–25 cm e larga da 2–7 cm. Ha una forma ovata, da oblunga a lanceolata, pennatamente lobata a volte indivisa. Le foglie disposte alternativamente sulla parte superiore del fusto sono sessili con lamina fogliare lanceolata, ovoidale o allungata con lunghezza fino a 8 cm e larghezza fino a 3,5 cm.
A seconda del tempo, la durata della fioritura di un esemplare è di circa tre-cinque settimane, ma un singolo fiore appassisce dopo solo uno o due giorni. Da 20 a 60 fiori si trovano in un'infiorescenza terminale racemosa.
I fiori ermafroditi sono quadruplici, con quattro petali dal giallo brillante al giallo pallido, solitamente lunghi da 1 a 1,6 cm e larghi da 6 a 9 mm.
Il frutto è una siliqua, lunga 5-9,5 cm e larga da 3,5–5 mm che contiene da dodici a venti semi. I semi rotondi sono di colore marrone scuro o nerastro con un diametro da 1,5 a 2,5 mm.

## Distribuzione e habitat
Brassica napus, in Italia, è una specie avventizia sfuggita alla coltivazione ed inselvatichita. È presente in tutte le regioni, spesso naturalizzata.

## Tassonomia

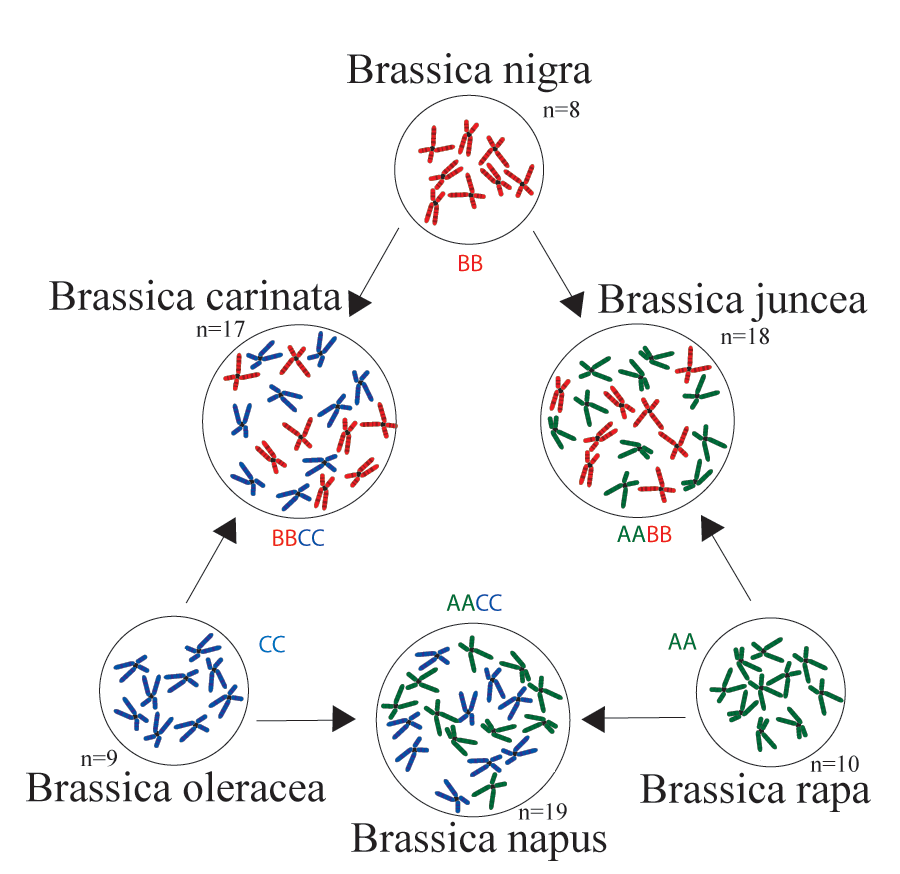
Triangolo di U che illustra la relazione tra le specie del genere Brassica

La specie Brassica napus appartiene alla famiglia delle Brassicaceae. La colza è una sottospecie con nome proprio B. napus subsp. napus e comprende le varietà oleifere invernali e primaverili, il colza orticolo e il colza foraggero. La seconda sottospecie di B. napus è B. napus subsp. rapifera (anche subsp. napobrassica ; la rutabaga).
Brassica napus ha un numero di cromosomi di 2n = 38. Ha avuto origine dall'incrocio tra la rapa (Brassica rapa) ed il cavolo (Brassica oleracea). L'incrocio risultante raddoppiò i suoi cromosomi, diventando un allopoliploide. Questa relazione è conosciuta come il triangolo di U.

## Coltivazione

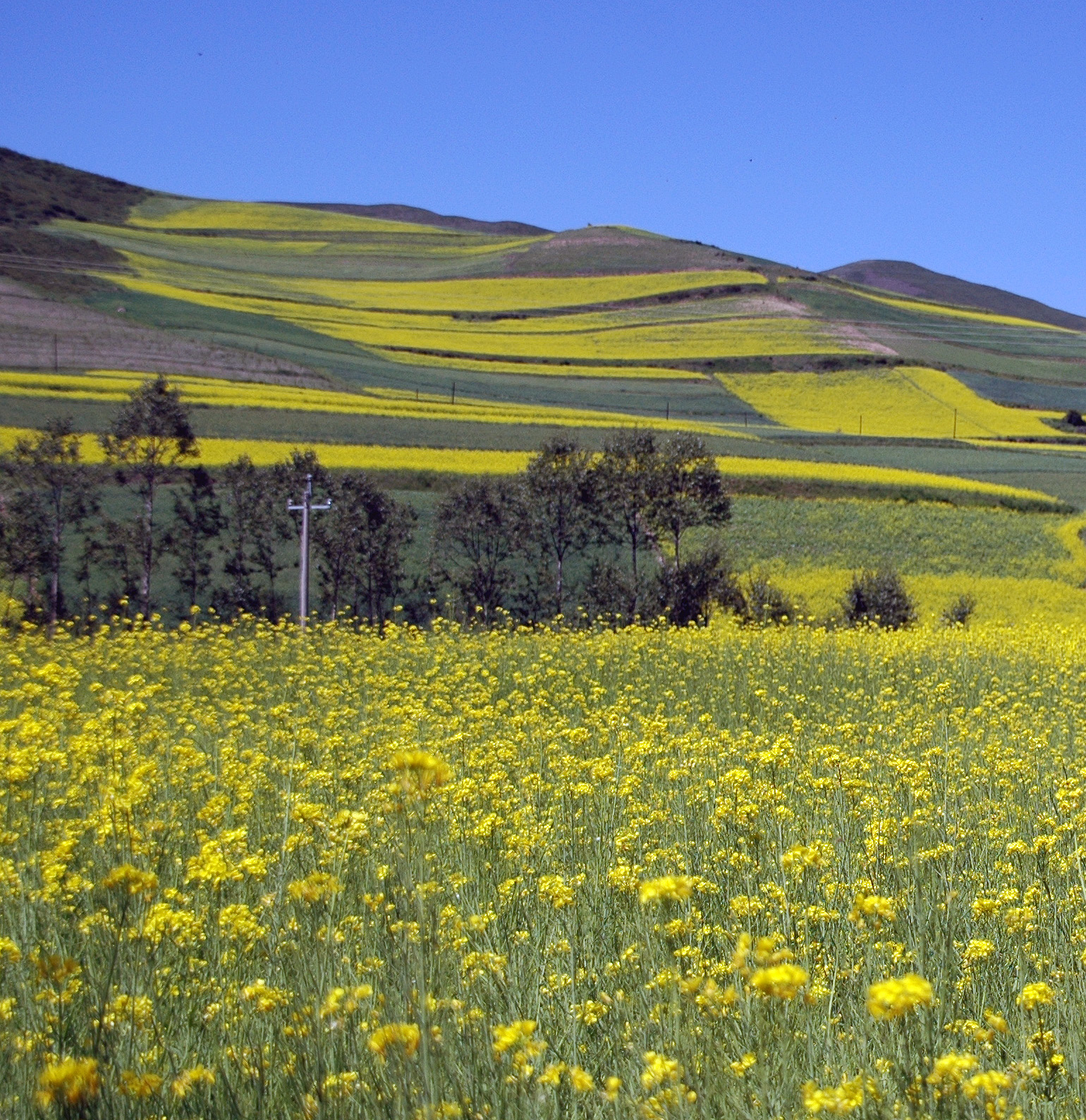
Campi di colza nel Qinghai (Cina)

Le colture del genere Brassica, compresa la colza, sono state tra le prime piante ad essere ampiamente coltivate dall'umanità già 10.000 anni fa. La colza veniva coltivata in India già nel 4000 a.C. e si è diffusa in Cina e in Giappone 2000 anni fa. La colza è coltivata prevalentemente come coltura invernale nella maggior parte dell'Europa e dell'Asia a causa della vernalizzazione richiesta per avviare il processo di fioritura. Si semina in autunno e rimane come rosetta basale di foglie durante l'inverno.  Nella primavera successiva emette la parte vegetativa seguita dalla fioritura. In genere fiorisce nella tarda primavera e fruttifica per un periodo di 6-8 settimane fino a mezza estate.
Predilige terreni di medio impasto, profondi, freschi ed esenti da ristagno idrico. Infatti, l'irrigazione non viene effettuata, preferendo, mediante terreno profondo, approvvigionarsi dell'acqua piovana. Il seme è la parte di valore della coltura che viene anche coltivata come coltura di copertura invernale. Provvede a una buona copertura del suolo in inverno ma impoverisce il terreno. Nelle colture poliennali è infatti considerata una pianta "depauperante" poiché lascia il terreno in condizioni di fertilità peggiori di quelle che trova. La pianta viene miscelata nel suolo tramite aratura o usata come pacciamatura. Coltivato nei climi nordici (soprattutto in Canada, Stati Uniti, Regno Unito, Germania, Francia e Paesi Bassi) come foraggio per animali, fonte di olio vegetale alimentare e come combustibile nel biodiesel.
| I maggiori produttori di colza nel 2018 | I maggiori produttori di colza nel 2018 |
| Paese                                   | Produzione (tonnellate)                 |
| --------------------------------------- | --------------------------------------- |
| Canada                                  | 20.342.600                              |
| Cina                                    | 13.281.200                              |
| India                                   | 8.430.000                               |
| Francia                                 | 4.945.589                               |
| Australia                               | 3.893.071                               |
| Germania                                | 3.670.600                               |
| Polonia                                 | 2.203.869                               |
| Ucraina                                 | 2.750.600                               |
| Regno Unito                             | 2.012.000                               |
| Russia                                  | 1.988.697                               |

## Usi

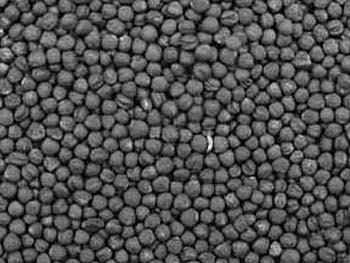
Semi di colza

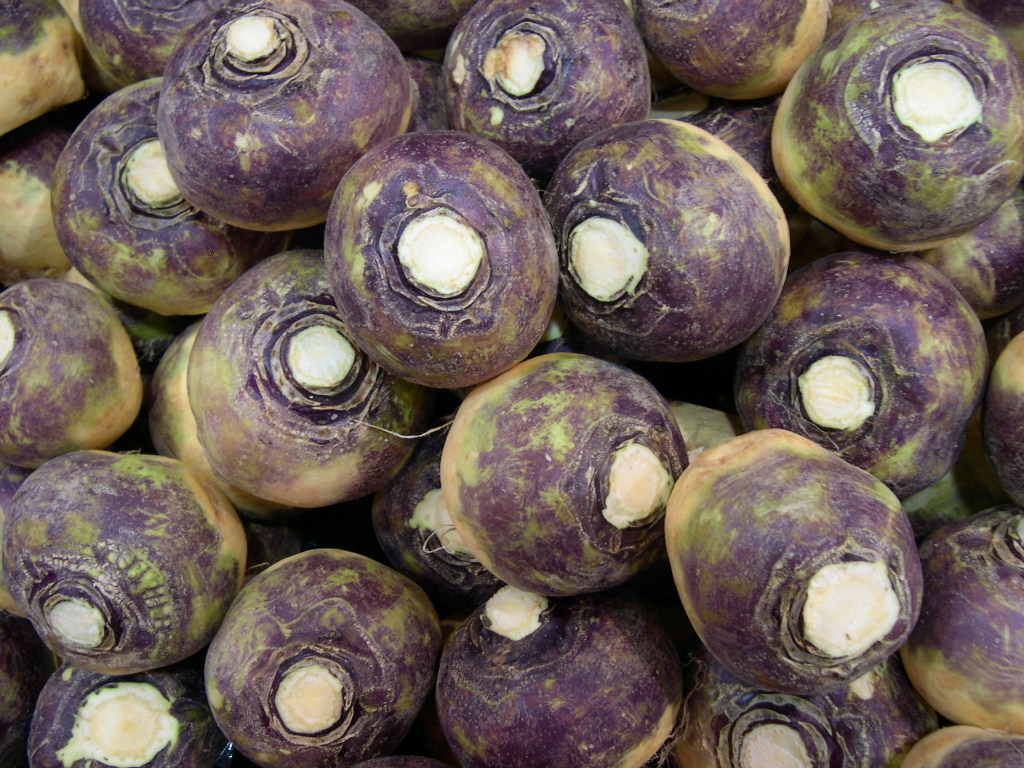
Rutabaghe

B. napus viene coltivata per la produzione di alimenti per animali, oli vegetali commestibili e biodiesel. Alcune varietà sono vendute come verdura, soprattutto nei negozi asiatici. La rutabaga derivata dalle varietà orticole di B. napus viene impiegata nelle cucine di vari paesi.
Secondo il Dipartimento di agricoltura degli Stati Uniti nel 2000 il colza era la terza fonte di olio vegetale al mondo dopo la soia e la palma da olio.

### Olio

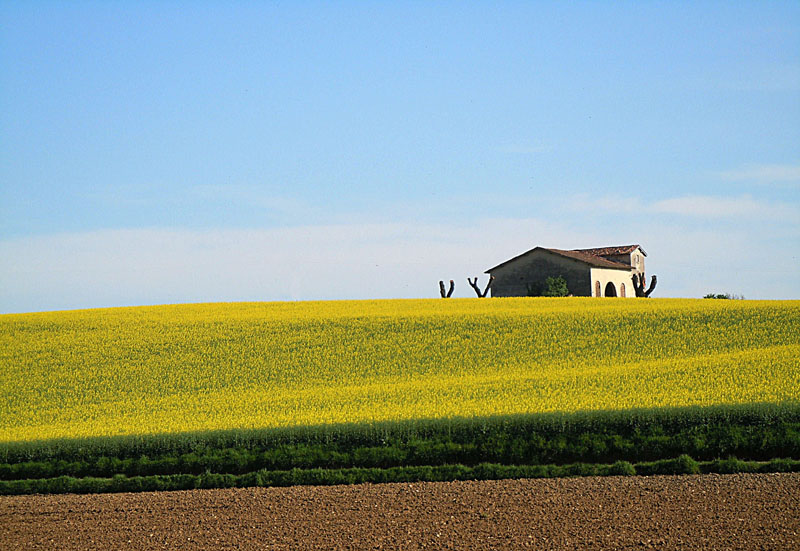
Colline moreniche del Garda, campo di colza

L'olio di colza viene ricavato dai semi della pianta. L'olio viene usato in alimentazione dopo essere stato raffinato e miscelato ad altri oli poiché all'origine ha sapore e odore poco gradevoli.
L'olio di colza contiene acido erucico, tossico per gli esseri umani ma usato come additivo alimentare in piccole dosi. Proprio per il contenuto di acido erucico, l'olio di colza non era ammesso per l'alimentazione umana in Italia.
La canola è una specifica varietà di colza dal basso contenuto di acido erucico, che è stata sviluppata in Canada: il suo nome è composto da Canadian oil low acid (Olio canadese a basso contenuto di acido). Il contenuto di acido erucico è limitato dalla normativa del governo a un massimo del 2% di peso negli Stati Uniti e 5% nell'UE.

### Cucina
In Svezia e Norvegia, la rutabaga viene cucinata con patate e talvolta carote, e schiacciata con burro e brodo o, occasionalmente, latte o panna, per creare una purea chiamata rotmos (in svedese, letteralmente "purè di radici").
Nella cucina finlandese le rutabaghe vengono anche arrostite, cotte al forno, bollite e grigliate.
In Inghilterra, la rutabaga viene bollita con le carote e schiacciata o frullata con burro e pepe macinato. Spesso l'acqua di cottura aromatizzata viene conservata per preparare zuppe o come aggiunta al sugo.
In Scozia, le rutabaghe (neeps) e le patate, bollite e schiacciate separatamente, vengono servite come neeps and tatties (tatties essendo il termine scozzese per patate), insieme alla portata principale di haggis (il piatto nazionale scozzese).

### Foraggio
La lavorazione dei semi per ricavare l'olio produce un residuo usato nell'alimentazione degli animali da allevamento. Questo sottoprodotto è un alimento molto ricco di proteine e può competere con la soia. È usato principalmente per nutrire i bovini, ma anche per maiali e polli (meno importante per questi ultimi).
Il sottoprodotto per animali ottenuto da varietà spontanee ha tuttavia un alto contenuto di acido erucico e glucosinolati (causa di disturbi del metabolismo per bovini e suini). Di migliore qualità i sottoprodotti ottenuti dalle cultivar canola (Canadian oil low acid specifica varietà di colza dal basso contenuto di acido erucico).

### Biodiesel
L'olio di colza viene utilizzato come carburante diesel, sia come biodiesel, direttamente nei sistemi di alimentazione riscaldati, sia miscelato con distillati di petrolio per alimentare veicoli a motore. Il biodiesel può essere utilizzato puro nei motori più nuovi senza danneggiarli e spesso viene combinato con il gasolio fossile in percentuali che variano dal 2% al 20% di biodiesel. A causa dei costi di coltivazione, frantumazione e raffinazione del biodiesel di colza, il biodiesel di colza da olio nuovo ha un costo di produzione maggiore rispetto al carburante diesel standard, quindi il carburante diesel viene comunemente prodotto a partire dall'olio usato. L'olio di colza è l'olio di base preferito per la produzione di biodiesel nella maggior parte d'Europa, rappresentando circa l'80% della materia prima, in parte perché la colza produce più olio per unità di superficie rispetto ad altre fonti di olio, come la soia, ma soprattutto perché ha un punto di gelificazione significativamente più basso rispetto alla maggior parte degli altri oli vegetali.

### Miele
Il colza è una pianta mellifera.
Il colza produce molto nettare da cui le api ricavano un miele chiaro, ma pungente, molto apprezzato nell'Europa centrale e settentrionale. Deve essere estratto immediatamente dopo la sua fabbricazione, perché cristallizza rapidamente nel favo rendendo impossibile l'estrazione.
Questo miele in Italia di solito viene mescolato con varietà più dolci, se usato come prodotto da tavola o venduto come prodotto da pasticceria.